# Río Solonovka (Vagái)
El río Solonovka (del ruso: Солоновка) es un río del raión de Omutínskoye del óblast de Tiumén, en Rusia. Es un afluente por la derecha del río Vagái, que lo es del río Irtish, y este a su vez del río Obi, a cuya cuenca hidrográfica pertenece.

## Geografía
Su curso tiene una longitud de 47 km. Nace a 136 m sobre el nivel del mar 7 km al oeste de Rasvet y se dirige al nordeste pasando por esa localidad, Zhuravlevskoye y Shanguina, Dmítriyevka, donde gira al norte hacia Sítnikovo, Solonovka, donde recibe por la derecha al Medvezhka (principal afluente), Pinguina, cruza por debajo de las vías del Transiberiano y desemboca a 91 m de altura en Shabánovo en el Vagái, a 496 km de su desembocadura en el Irtish en Vagái.